# Scrancia subrosea
Scrancia subrosea är en fjärilsart som beskrevs av M.Gaede 1928. Scrancia subrosea ingår i släktet Scrancia och familjen tandspinnare. Inga underarter finns listade.